# Броснан, Пирс
Пирс Бре́ндан Бро́снан (англ. Pierce Brendan Brosnan; род. 16 мая 1953[…], Дроэда, Ленстер) — ирландский актёр и продюсер. Исполнитель роли Джеймса Бонда в четырёх фильмах: «Золотой глаз» (1995), «Завтра не умрёт никогда» (1997), «И целого мира мало» (1999) и «Умри, но не сейчас» (2002). Почётный офицер ордена Британской империи (OBE) с 2003 года.

## Ранние годы
Пирс Броснан родился 16 мая 1953 года в ирландском городе Дроэда в семье Томаса Броснана и Мэй Броснан (в девичестве — Смит). Через год после рождения сына Томас бросил семью, а Мэй оставила мальчика на попечение бабушки. Пирс жил в ирландском городе Наван, а в 11 лет вместе с матерью переехал в Лондон.
Броснан был воспитан в христианской семье и получил образование в местной школе Де ла Саль, служа алтарником. В 16 лет он начал работать в фотостудии. В 1973 году поступил в Лондонский центр драматического искусства (англ. Drama Centre London), где на протяжении 3 лет обучался актёрскому мастерству. После его окончания Броснан играл в английских театрах и на телевидении.

## Карьера

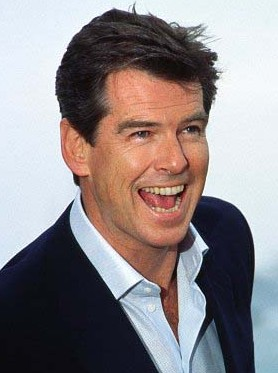
Броснан на Каннском кинофестивале, 2002 год

В 1981 году Броснан получил роль в американском телесериале The Manions of America, благодаря которому приобрёл популярность. Броснан переезжает с семьёй в США. Его известность возросла после главной роли в детективном сериале канала NBC «Ремингтон Стил». В это время ему была предложена роль Джеймса Бонда после того, как от неё отказался Роджер Мур.
В 1986 году Броснан получил предложение сыграть в фильме из «бондианы» — «Искры из глаз», однако условия контракта с NBC помешали принять это предложение. Роль досталась Тимоти Далтону.
В начале 1990-х годов Броснан появился в фильмах «Газонокосильщик» и «Миссис Даутфайр».
Впервые Броснан сыграл роль Джеймса Бонда в 1995 году в фильме «Золотой глаз», собравшем в прокате 348 895 621 $. Такой же успех сопутствовал другим фильмам «Завтра не умрёт никогда» (1997) и «И целого мира мало» (1999).
Броснан стал получать приглашения сняться в других лентах. В 1996 году он играл в фильмах «Пик Данте» и «У зеркала два лица» с Барброй Стрейзанд, в комедии Тима Бёртона «Марс атакует!», «Афера Томаса Крауна». В 2002 году он в четвёртый раз сыграл Джеймса Бонда в фильме «Умри, но не сейчас» с кассовыми сборами 431 971 116 $. Многие полагают, что именно так должен выглядеть Бонд нового времени, он считается лучшим в этой роли, после Шона Коннери, который также высоко отозвался о его работе.

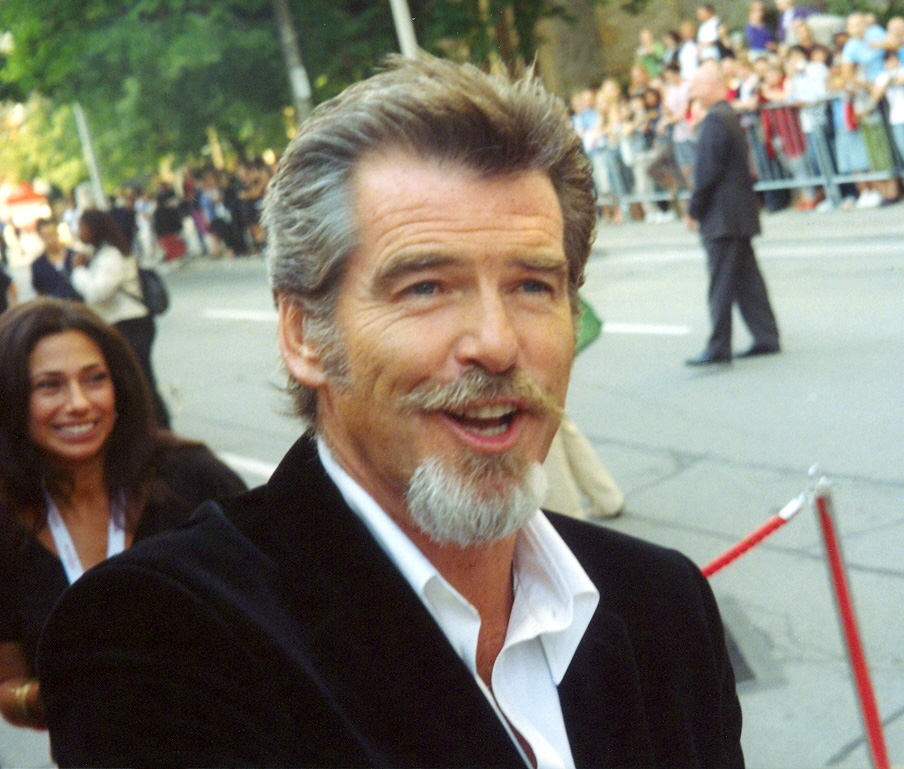
Пирс Броснан на Кинофестивале в Торонто, сентябрь 2005 года

В 2009 году Пирс Броснан получил премию «Золотая малина», за худшую мужскую роль второго плана в фильме «Мамма миа!».
На сегодняшний день имеет две номинации на получение премии «Золотой Глобус» — в 1985 году в категории лучшая мужская роль второго плана за роль в телевизионном сериале 1982 года «Нэнси Астор»; вторая номинация в 2006 году в категории лучшая мужская роль за роль в фильме «Матадор» (2005 год). Пирс Броснан получил звезду на «Аллее славы» в Голливуде под номером 7083 за вклад в развитие киноиндустрии.
В 2016 году Броснан стал лицом мужской коллекции бренда Burberry. Актёр занимается живописью и продаёт свои картины на своём официальном сайте.

## Личная жизнь
В 1980 году Пирс Броснан женился на Кассандре Харрис, усыновив двух её детей — Шарлотт Эмили (27 ноября 1971 года — 28 июня 2013 года) и Кристофера (род. 11 ноября 1972 года). В 1981 году Кассандра сыграла в фильме о Джеймсе Бонде «Только для твоих глаз». В этом браке родился их общий сын Шон Броснан (род. 13 сентября 1983 года). Шон стал актёром. В 2012 году он сыграл одну из главных ролей в фильме «Вторжение извне». Кассандра умерла в 1991 году от рака яичников.
С 4 августа 2001 года Пирс Броснан женат на Кили Шэй Смит, с которой он встречался 7 лет до их свадьбы. У супругов есть два сына — Дилан Томас (род. 13 января 1997 года) и Пэрис Бекетт (род. 27 февраля 2001 года).

## Фильмография

### Кино
| Год  | Название на русском                           | Оригинальное название                              | Роль                                    | Примечания          |
| ---- | --------------------------------------------- | -------------------------------------------------- | --------------------------------------- | ------------------- |
| 1980 | Долгая Страстная пятница                      | The Long Good Friday                               | первый ирландец                         |                     |
| 1980 | Зеркало треснуло                              | The Mirror Crack’d                                 | актёр, играющий Джейми                  | не указан в титрах  |
| 1986 | Бродяги                                       | Nomads                                             | Жан Шарль Помье                         |                     |
| 1987 | Четвёртый протокол                            | The Fourth Protocol                                | Валерий Петровский / Джеймс Эдвард Росс |                     |
| 1988 | Нет выбора                                    | Taffin                                             | Таффин                                  |                     |
| 1988 | Душители                                      | The Deceivers                                      | Уильям Сэвидж                           |                     |
| 1990 | Мистер Джонсон                                | Mister Johnson                                     | Гарри Радбек                            |                     |
| 1992 | Газонокосильщик                               | The Lawnmower Man                                  | доктор Лоуренс Анджело                  |                     |
| 1992 | Провод под током                              | Live Wire                                          | Дэнни О’Нилл                            |                     |
| 1993 | В ловушке                                     | Entangled                                          | Гараван                                 |                     |
| 1993 | Миссис Даутфайр                               | Mrs. Doubtfire                                     | Стюарт Данмайер                         |                     |
| 1994 | Любовная история                              | Love Affair                                        | Кен Аллен                               |                     |
| 1995 | Золотой глаз                                  | GoldenEye                                          | Джеймс Бонд                             |                     |
| 1996 | Исчезновение Кевина Джонсона                  | Th0e Disappearance of Kevin Johnson                | в роли самого себя                      |                     |
| 1996 | У зеркала два лица                            | The Mirror Has Two Faces                           | Алекс                                   |                     |
| 1996 | Марс атакует!                                 | Mars Attacks!                                      | профессор Дональд Кесслер               |                     |
| 1997 | Пик Данте                                     | Dante’s Peak                                       | Гарри Далтон                            |                     |
| 1997 | Робинзон Крузо                                | Robinson Crusoe                                    | Робинзон Крузо                          |                     |
| 1997 | Завтра не умрёт никогда                       | Tomorrow Never Dies                                | Джеймс Бонд                             |                     |
| 1998 | Племянник                                     | The Nephew                                         | Джо Брейди                              |                     |
| 1998 | Волшебный меч: В поисках Камелота             | Quest for Camelot                                  | король Артур                            | мультфильм; озвучка |
| 1999 | Афера Томаса Крауна                           | The Thomas Crown Affair                            | Томас Краун                             |                     |
| 1999 | Матч                                          | The Match                                          | Джон Макги                              |                     |
| 1999 | Серая Сова                                    | Grey Owl                                           | Арчибальд «Серая Сова» Билейни          |                     |
| 1999 | И целого мира мало                            | The World Is Not Enough                            | Джеймс Бонд                             |                     |
| 2001 | Портной из Панамы                             | The Tailor of Panama                               | Эндрю Оснард                            |                     |
| 2002 | Эвелин                                        | Evelyn                                             | Десмонд Дойл                            |                     |
| 2002 | Умри, но не сейчас                            | Die Another Day                                    | Джеймс Бонд                             |                     |
| 2004 | Законы привлекательности                      | Laws of Attraction                                 | Дэниел Рафферти                         |                     |
| 2004 | После заката                                  | After the Sunset                                   | Макс Бердетт                            |                     |
| 2005 | Матадор                                       | The Matador                                        | Джулиан Ноубл                           |                     |
| 2006 | Водопад Ангела                                | Seraphim Falls                                     | Гидеон                                  |                     |
| 2007 | Выкуп                                         | Shattered: Butterfly on a Wheel                    | Том Райан                               |                     |
| 2007 | Супружество                                   | Married Life                                       | Ричард Лэнгли                           |                     |
| 2008 | Мамма миа!                                    | Mamma Mia!                                         | Сэм Кармайкл                            |                     |
| 2008 | Томас и его друзья: Великое открытие          | Thomas & Friends: The Great Discovery — The Movie  | рассказчик                              | мультфильм; озвучка |
| 2009 | Самый лучший                                  | The Greatest                                       | Аллен Брюэр                             |                     |
| 2010 | Перси Джексон и Похититель молний             | Percy Jackson & the Olympians: The Lightning Thief | Хирон                                   |                     |
| 2010 | Призрак                                       | The Ghost Writer                                   | Адам Лэнг                               |                     |
| 2010 | Помни меня                                    | Remember Me                                        | Чарльз Хокинс                           |                     |
| 2011 | Бульвар спасения                              | Salvation Boulevard                                | Дэн Дэй                                 |                     |
| 2011 | Я не знаю, как она делает это                 | I Don’t Know How She Does It                       | Джек Абельхаммер                        |                     |
| 2012 | Любовь — это всё, что тебе нужно              | Den skaldede frisør                                | Филлип                                  |                     |
| 2013 | Армагеддец                                    | The World’s End                                    | Гай Шепард                              |                     |
| 2013 | Как украсть бриллиант                         | The Love Punch                                     | Ричард                                  |                     |
| 2014 | Долгое падение                                | A Long Way Down                                    | Мартин Шарп                             |                     |
| 2014 | Человек ноября                                | The November Man                                   | Питер Деверо                            |                     |
| 2014 | Как заниматься любовью по-английски           | Some Kind of Beautiful                             | Ричард Хейг                             |                     |
| 2015 | Уцелевшая                                     | Survivor                                           | Нэш                                     |                     |
| 2015 | Выхода нет                                    | No Escape                                          | Хэммонд                                 |                     |
| 2015 | Альдабра. Путешествие к таинственному острову | Once Upon an Island                                | рассказчик                              |                     |
| 2015 | Рождественская звезда                         | A Christmas Star                                   | мистер Шепард                           |                     |
| 2016 | Импульс                                       | URGE                                               | мужчина                                 |                     |
| 2016 | Искусственный интеллект. Доступ неограничен   | I.T.                                               | Майк Риган                              |                     |
| 2017 | Единственный живой парень в Нью-Йорке         | The Only Living Boy in New York                    | Итан Уэбб                               |                     |
| 2017 | Иностранец                                    | The Foreigner                                      | Лиам Хеннесси                           |                     |
| 2018 | На грани безумия                              | Spinning Man                                       | Маллой                                  |                     |
| 2018 | —                                             | The Pig on the Hill                                | рассказчик                              | мультфильм; озвучка |
| 2018 | Мамма миа! 2                                  | Mamma Mia! 2                                       | Сэм Кармайкл                            |                     |
| 2018 | Финальный счёт                                | Final Score                                        | Дмитрий                                 |                     |
| 2020 | Евровидение: История огненной саги            | Eurovision Song Contest: The Story of Fire Saga    | Эрик Эрикссон                           |                     |
| 2020 | Ложноположительный                            |                                                    |                                         |                     |
| 2021 | Риверданс: Волшебное приключение              | Riverdance: The Animated Adventure                 | дедушка / Патрик                        | мультфильм; озвучка |
| 2021 | Ограбление по-джентльменски                   | The Misfits                                        | Ричард Пейс                             |                     |
| 2021 | Ложноположительный                            | False Positive                                     | доктор Хиндл                            |                     |
| 2021 | Золушка                                       | Cinderella                                         | король Роуэн                            |                     |
| 2022 | Русалка и дочь короля                         | The King’s Daughter                                | король Людовик XIV                      |                     |
| 2022 | Чёрный Адам                                   | Black Adam                                         | Доктор Фейт                             |                     |
| 2023 | Родители в законе                             | The Out-Laws                                       | Билли Макдермотт                        |                     |
| 2023 | Последний стрелок                             | The Last Rifleman                                  | Арти Крофорд                            |                     |
| 2023 | Чарли-Пуля                                    | Fast Charlie                                       | Чарли Свифт                             |                     |
| 2024 | Письма о любви                                | Four Letters of Love                               |                                         |                     |
| 2025 | Скалолаз (будущий фильм)                      | Untitled Cliffhanger film                          | Рэй Купер                               |                     |

### Телевидение
| Год       | Название на русском                 | Оригинальное название       | Роль                       | Примечания                                            |
| --------- | ----------------------------------- | --------------------------- | -------------------------- | ----------------------------------------------------- |
| 1980      | Ход Мерфи                           | Murphy’s Stroke             | Доннелли / Эдвард О’Грейди | телефильм                                             |
| 1980      | Профессионалы                       | The Professionals           | радист                     | эпизод: Blood Sports                                  |
| 1980      | Дом ужасов Хаммера                  | Hammer House of Horror      | последняя жертва           | эпизод: Carpathian Eagle                              |
| 1981      | Семья Мэнион в поисках счастья      | The Manions of America      | Рори О’Мэнион              | мини-сериал; основная роль                            |
| 1982      | Пьеса дня                           | Play for Today              | Деннис                     | эпизод: The Silly Season                              |
| 1982      | Нэнси Астор                         | Nancy Astor                 | Роберт Гулд Шоу            | мини-сериал; 4 эпизода                                |
| 1982—1987 | Ремингтон Стил                      | Remington Steele            | Ремингтон Стил             | телесериал; основная роль                             |
| 1987      | Детективное агентство «Лунный свет» | Moonlighting                | в роли самого себя         | эпизод: The Straight Poop                             |
| 1988      | Благородный дом                     | Noble House                 | Иэн Данросс                | мини-сериал; основная роль                            |
| 1989      | Вокруг света за 80 дней             | Around The World In 80 Days | Филеас Фогг                | мини-сериал; основная роль                            |
| 1989      | Кража                               | The Heist                   | Нил Скиннер                | телефильм                                             |
| 1991      | Всё об убийстве                     | Murder 101                  | Чарльз Латтимор            | телефильм                                             |
| 1991      | Жертва любви                        | Victim of Love              | Пол Томлинсон              | телефильм                                             |
| 1992      | —                                   | Running Wilde               | Уайлд                      | телефильм                                             |
| 1993      | Поезд смерти                        | Death Train                 | Майк Грэм                  | телефильм                                             |
| 1993      | Разорванная цепь                    | The Broken Chain            | сэр Уильям Джонсон         | телефильм                                             |
| 1994      | Не разговаривай с незнакомыми       | Don’t Talk to Strangers     | Патрик Броуди              | телефильм                                             |
| 1995      | Ночной дозор                        | Night Watch                 | Майк Грэм                  | телефильм                                             |
| 1999      | —                                   | Heritage Minutes            | Арчи «Серая Сова»          | эпизод: Grey Owl                                      |
| 2001      | Симпсоны                            | The Simpsons                | в роли самого себя         | мультсериал; эпизод: Treehouse of Horror XII; озвучка |
| 2011      | Мешок с костями                     | Bag of Bones                | Майк Нунан                 | мини-сериал; основная роль                            |
| 2017—2019 | Сын                                 | The Son                     | Илай Маккалоу              | телесериал; основная роль                             |
| 2025      | Гангстерленд                        | MobLand                     | Конрад Харриган            | телесериал; основная роль                             |

## Награды и номинации
| Награда          | Год  | Категория                                                                    | Название работы         | Результат |
| ---------------- | ---- | ---------------------------------------------------------------------------- | ----------------------- | --------- |
| Золотой глобус   | 1985 | Лучшая мужская роль второго плана в телесериале, мини-сериале или телефильме | Нэнси Астор             | Номинация |
| Золотой глобус   | 2006 | Лучшая мужская роль в комедийном фильме или мюзиклу                          | Матадор                 | Номинация |
| MTV Movie Awards | 1996 | Лучший бой                                                                   | Золотой глаз            | Номинация |
| Сатурн           | 1998 | Лучший киноактёр                                                             | Золотой глаз            | Номинация |
| Сатурн           | 1998 | Лучший киноактёр                                                             | Завтра не умрёт никогда | Победа    |
| Сатурн           | 2003 | Лучший киноактёр                                                             | Умри, но не сейчас      | Номинация |
| Сатурн           | 2006 | Лучший киноактёр                                                             | Матадор                 | Номинация |
| Спутник          | 2010 | Лучшая мужская роль второго плана в кинофильме                               | Призрак                 | Номинация |
| Золотая малина   | 2000 | Худший актёрский дуэт                                                        | И целого мира мало      | Номинация |
| Золотая малина   | 2009 | Худшая мужская роль второго плана                                            | Мамма миа!              | Победа    |